# 1927年逝世人物列表
1927年逝世人物列表：1月 - 2月 - 3月 - 4月 - 5月 - 6月 - 7月 - 8月 - 9月 - 10月 - 11月 - 12月
下面是1927年逝世的知名人士列表。

## 1-2月

### 1月4日
- 蘇萊曼·納齊夫，土耳其詩人[1]

### 1月9日
- 休斯顿·斯图尔特·张伯伦，英國出生的德國作家[2]

### 1月14日
- 尼爾斯·托爾基爾德·羅夫辛，丹麥外科醫生

### 1月15日
- 大衛·法蘭西斯，美國政治家和外交官
- 哈拉爾德·吉爾辛，丹麥畫家

### 1月16日
- 約萬·茨維吉奇，塞爾維亞地理學家
- 卡爾·西奧多·福格爾格桑，美國海軍上將[3]

### 1月17日
- 茱麗葉·高登·羅，美國女童子軍創始人[4]

### 1月18日
- 吉伯特·湯瑪斯·卡特，英國殖民地行政長官

### 1月19日
- 卡洛塔，墨西哥皇后[5]
- 卡尔·格雷贝，德國化學家

### 1月22日
- 詹姆斯·福特·罗德斯，美国工业大亨和历史学家

### 1月26日
- 萊曼·蓋奇，美國金融家和政治家

### 1月27日
- 尤爾吉斯·馬圖萊蒂斯-馬圖萊維奇烏斯，立陶宛羅馬天主教主教和祝福

### 1月30日
- 康斯坦丁·坎塔庫齊諾-帕斯卡努，羅馬尼亞政治家
- 弗里德里希·科赫，德國作曲家
- 斐迪南多·魯索，義大利記者

### 1月31日
- 阿瑟·亨利·约翰逊，英格兰历史学家

### 2月4日
- 揚科·武科蒂奇，黑山將軍

### 2月6日
- 馬特奧·科雷亞·麥哲倫斯，墨西哥羅馬天主教神父、烈士和聖人

### 2月9日
- 查理斯·杜利特爾·沃爾科特，美國古生物學家

### 2月10日
- 蘿拉·內策爾，瑞典作曲家和指揮家

### 2月16日
- 喬納斯·巴薩納維丘斯，立陶宛-蘇聯活動家[6]
- 弗里德里希·莱尼泽，奧地利植物學家

### 2月18日
- 圖爾汗·帕夏·佩爾梅蒂，阿爾巴尼亞政治家，阿爾巴尼亞第三任總理，第一次世界大戰領導人
- 阿卜杜勒·卡里姆，阿富汗埃米爾[7]

### 2月19日
- 喬治·布蘭德斯，丹麥評論家和學者[8]
- 費爾南德·德·朗格·德·卡里，法國將軍
- 羅伯特·福克斯，奧地利作曲家

### 2月20日
- 乔治·B·麦克莱伦，美國眾議院議員，來自紐約

### 2月23日
- 野田卯太郎，日本企業家和政治家

### 2月25日
- 月岡耕漁，日本藝術家

### 2月26日
- 奧斯丁·奈特，美國海軍上將
- 赫爾曼·奧布裡斯特，德國雕塑家

### 2月28日
- 璧利南，英國外交官

## 3-4月

### 3月1日
- 中村是公，日本政治家、東京市長

### 3月3日
- 米哈伊爾·阿爾齊巴舍夫，俄羅斯作家[9]

### 3月4日
- 艾拉·雷姆森，美國化學家，糖精發現者

### 3月6日
- 瑪麗·斯巴達利·斯蒂爾曼，英國畫家

### 3月8日
- 曼努埃爾·貢德拉，巴拉圭作家和記者，巴拉圭第21任總統

### 3月9日
- 盧克雷西亞·阿拉納，西班牙歌劇歌手

### 3月11日
- 色諾芬·斯特拉蒂戈斯，希臘將軍

### 3月14日
- 雅尼斯·恰克斯特，拉脫維亞政治家，拉脫維亞第一任總統

### 3月16日
- 瑪麗·馬格德萊娜·雷亞爾·德爾·薩爾特，法國畫家

### 3月17日
- 查理斯·埃米特·麥克，美國演員

### 3月22日
- 坦普林波茨，美國海軍軍官;關島第11任海軍總督

### 3月23日
- 迪特裡希·巴福特，德國解剖學家和胚胎學家
- 保羅·塞薩爾·赫勒，法國藝術家

### 3月24日
- 薩克森-阿爾滕堡的伊莉莎白，薩克森-阿爾滕堡的莫里茲的女兒

### 3月25日
- 瑪麗-阿方辛·丹尼爾·加塔斯，巴勒斯坦羅馬天主教修女和聖人

### 3月27日
- 亞歷山德魯·貝德勒烏，羅馬尼亞記者
- 威廉·希利·達爾，美國乳腺病學家和探險家
- 喬·斯塔特，美國棒球運動員

### 3月28日
- 約瑟夫-梅達德·埃瑪律，加拿大羅馬天主教神父和主教

### 3月29日
- 安布羅修斯，喬治亞宗主教
- 路易吉·盧扎蒂，義大利經濟學家、金融家、法學家和哲學家，義大利第20任總理

### 4月1日
- 阿納克萊托·岡薩雷斯·弗洛雷斯，墨西哥羅馬天主教平信徒和祝福

### 4月3日
- 馬可·菲德爾·蘇亞雷斯，哥倫比亞政治人物，哥倫比亞第9任總統

### 4月4日
- 文森特·德魯奇，義大利出生的美國黑幫
- 阿爾伯特·范·科伊爾，比利時足球運動員

### 4月7日
- 多明戈·伊圖拉特·祖貝羅，西班牙羅馬天主教神父和祝福

### 4月10日
- 亞瑟·裡德·倫普里埃，英國軍官

### 4月12日
- 朱塞佩·莫斯卡蒂，義大利醫生、研究員、教授和羅馬天主教聖人

### 4月15日
- 加斯东·勒鲁，法國記者和作家[10]

### 4月20日
- 恩里克·西蒙內特，西班牙畫家

### 4月25日
- 艾蒂安·莫羅-內拉頓，法國畫家

### 4月28日
- MP Bajana，印度板球運動員
- 李大钊，中國知識份子，中國共產黨創始人之一（被處決）

### 4月29日
- 胡安·安赫爾·阿里亞斯·博金，宏都拉斯第16任總統

### 4月30日
- 弗裡德里希·馮·舒爾茨，德國將軍

## 5-6月

### 5月2日
- 恩斯特·斯他林，英國生理學家

### 5月5日
- 安娜·埃查薩雷塔，智利第一夫人

### 5月8日
- 查理斯·農格瑟，法國飛行員，第一次世界大戰戰鬥機王牌（失蹤日期）
- 弗朗索瓦·科利，法國航空導航員，第一次世界大戰退伍軍人（失蹤日期）
- 特蕾莎·德米亞諾維奇，美國天主教修女和祝福

### 5月11日
- 胡安·格里斯，西班牙雕塑家、畫家

### 5月12日
- 朱塞佩·巴涅拉，義大利數學家

### 5月13日
- 海因里希·皮爾，奧地利電影演員

### 5月17日
- 哈羅德·蓋格，美國飛行員

### 5月20日
- 約翰·奧康納，美國羅馬天主教主教和牧師

### 5月23日
- 亨利·亨廷頓，美國鐵路大亨

### 5月25日
- 奧古斯丁·卡洛卡·科爾特斯，墨西哥羅馬天主教平信徒和殉道者（在行動中陣亡）
- 亨利·休伯特，法國考古學家、社會學家
- 克裡斯托瓦爾·麥哲倫·哈拉，墨西哥羅馬天主教神父、烈士和聖人（在戰鬥中陣亡）

### 5月28日
- 鮑裡斯·庫斯托季耶夫，蘇聯畫家和設計師

### 6月1日
- 莉茲·博登，美國婦女，被指控犯有弒父罪並被無罪釋放
- 约翰·巴格内尔·伯里，愛爾蘭歷史學家
- 安尼巴萊·瑪麗亞·迪·弗朗西亞，義大利羅馬天主教神父和聖人[11]

### 6月2日
- 王国维，国学大师，自沉于北京颐和园昆明湖

### 6月3日
- 薩克森-科堡和哥達的克洛蒂爾德公主

### 6月4日
- 裘莉婭·赫利，美國女演員
- 羅伯特·麥金，美國演員

### 6月6日
- 羅伯特·希利亞德，美國舞台演員

### 6月7日
- 弗朗齊謝克·德沃夏克，捷克斯洛伐克畫家
- 何塞·佩德羅·蒙特羅，巴拉圭第27任總統
- 彼得·沃伊科夫，布爾什維克革命家和蘇聯外交官（遇刺）[12]

### 6月9日
- 阿道夫·萊昂·戈麥斯，哥倫比亞政治家
- 维多利亚·伍德哈尔，美國女權主義者、唯心主義者和第一位競選美國總統的女性

### 6月13日
- 阿卜杜勒·拉赫曼·吉拉尼，伊拉克政治家，伊拉克第一任總理
- 朱塞佩·普里莫利，義大利收藏家和攝影師

### 6月14日
- 杰罗姆·克拉普卡·杰罗姆，英國作家[13]

### 6月15日
- 達西多爾佐·伊蒂吉洛夫，中國佛教領袖

### 6月20日
- 克拉拉·路易士·伯納姆，美國小說家

### 6月24日
- 約翰·布蒂科弗，瑞士動物學家

### 6月26日
- 阿尔芒德·基约曼，法國畫家和平版畫家
- 約瑟·瑪麗亞·羅伯斯·烏爾塔多，墨西哥羅馬天主教神父、殉道者和聖人

### 6月27日
- 詹姆斯·麥克唐納，蘇格蘭工程師和探險家

### 6月28日
- 拉斐爾·曼努埃爾·阿爾曼薩·里亞尼奧，哥倫比亞羅馬天主教神父和尊貴

### 6月29日
- 艾達·格哈迪，德國畫家

## 7-8月

### 7月1日
- 佩德羅·內爾·奧斯皮納，哥倫比亞將軍和政治人物，哥倫比亞第11任總統

### 7月2日
- 約瑟夫·高登提烏斯·安德森，美國羅馬天主教主教

### 7月4日
- 陳延年，中國共產黨第一任書記陳獨秀長子，革命烈士

### 7月5日
- 阿尔布雷希特·科塞尔，德國醫生，諾貝爾生理學或醫學獎獲得者[14]

### 7月6日
- 弗里德里希·西吉斯蒙德，普魯士親王
- 弗雷德里克·范·沃里斯·霍爾曼，美國律師

### 7月8日
- 馬克斯·霍夫曼，德國將軍

### 7月9日
- 小約翰·德魯，美國舞台演員

### 7月11日
- 奧塔維奧·卡吉亞諾·德·阿澤維多，義大利羅馬天主教紅衣主教

### 7月12日
- 湯瑪斯·波特，美國政治家，馬薩諸塞州林恩市第32任市長

### 7月13日
- 奧托·布萊爾，挪威編輯和政治家，挪威第7任首相

### 7月15日
- 康斯坦斯·馬基耶維奇，愛爾蘭政治家[15]

### 7月19日
- 趙世炎，中國共產黨革命烈士，上海工人三次武装起义領導者

### 7月20日
- 羅馬尼亞國王斐迪南一世

### 7月23日
- 雷金纳德·戴尔，英國軍官，賈利安瓦拉巴格大屠殺的肇事者。[16]

### 7月24日
- 芥川龍之介，日本小说家

### 7月25日
- 約瑟夫·阿德拉德·德斯卡里斯，法國出生的加拿大律師

### 7月26日
- 費德里科·德·羅伯托，義大利小說家
- 瓊·馬蒂斯，美國編劇

### 7月27日
- 查理斯·富勒·貝克，美國植物學家

### 7月29日
- 路易絲·阿貝瑪，法國畫家、雕塑家和美好年代設計師[17]

### 7月31日
- 哈裡·約翰斯頓，英國探險家和殖民地行政長官

### 8月3日
- 愛德華·鐵欽納，英國心理學家

### 8月4日
- 馬斯喀特·阿佐帕爾迪，馬爾他律師、詩人和小說家

### 8月7日
- 亞歷山大教皇西里爾五世
- 倫納德·伍德，美國將軍

### 8月9日
- 柬埔寨國王西索瓦

### 8月13日
- 詹姆斯·奧利弗·柯伍德，美國作家和環保主義者[18]

### 8月17日
- 約翰內斯·西奧多·巴爾格爾德，德國畫家和詩人
- 歐內斯特·哈奇，英國政治家

### 8月22日
- 路易士·阿加西茲·富爾特斯，美國鳥類學家

### 8月23日
- 尼古拉·薩科，義大利無政府主義者
- 巴爾托洛梅奧·萬澤蒂，義大利無政府主義者

### 8月24日
- 曼努埃爾·迪亞斯·羅德里格斯，委內瑞拉作家

### 8月25日
- 伊莉莎白·瑪麗亞·莫爾特諾，南非活動家

### 8月28日
- 埃米爾·豪格，法國地質學家和古生物學家

## 9-10月

### 9月1日
- 阿米莉亞·賓厄姆，美國舞臺女演員
- 埃米爾·穆勒，奧地利數學家

### 9月2日
- 阿列克謝·亞歷山德羅維奇·博布林斯基，蘇聯歷史學家和政治家

### 9月3日
- 哈坦巴托·馬格薩賈夫，蒙古將軍

### 9月5日
- 馬庫斯·勒夫，美國連鎖劇院創始人
- 韦恩·惠勒，美國節制運動領袖[19]

### 9月6日
- 勞埃德·伯托，美國飛行員

### 9月10日
- 溫菲爾德·斯科特·埃傑利，美國陸軍軍官

### 9月11日
- 保拉·雷娜塔·卡爾博尼，義大利羅馬天主教修女和受人尊敬的修女

### 9月14日
- 胡戈·巴尔，德國詩人，達達主義創始人
- 伊莎多拉·邓肯，英國出生的美國舞蹈家
- 梅倫貝格的索菲伯爵夫人

### 9月17日
- 尤金·蘭姆·理查茲，美式足球運動員[20]

### 9月19日
- 邁克爾·安徹，丹麥畫家

### 9月22日
- 愛德華·柯米松，法國外科醫生

### 9月23日
- Iustin Frățiman，羅馬尼亞歷史學家和活動家

### 9月27日
- 瑪麗·坎菲爾德·巴拉德，美國詩人

### 9月29日
- 威廉·埃因托芬，荷蘭發明家，諾貝爾生理學或醫學獎獲得者[21]
- 奧古斯特·馮·海林根，普魯士海軍上將

### 9月30日
- 撒母耳·加曼，美國博物學家和動物學家[22]

### 10月2日
- 斯万特·奥古斯特·阿伦尼乌斯，瑞典化學家，諾貝爾獎獲得者
- 約翰·達爾澤爾，美國賓夕法尼亞州眾議員
- 佛秄波斯托利，阿爾巴尼亞小說家和劇作家

### 10月5日
- 山姆·華納，美國好萊塢製片廠主管

### 10月7日
- 第一代伊維格伯爵愛德華·吉尼斯，愛爾蘭商人和慈善家

### 10月8日
- 里卡多·圭拉爾德斯，阿根廷小說家和詩人
- 約翰·薩胡爾卡，奧地利科學家
- 瑪麗·韋伯，英國小說家[23]

### 10月9日
- 若昂·馬克斯·德·奧利維拉，葡萄牙畫家

### 10月10日
- 古斯塔夫·懷特黑德，德國出生的航空先驅

### 10月11日
- 米格爾·達維拉，宏都拉斯將軍，宏都拉斯第18任總統

### 10月13日
- 卡羅琳·布朗·布爾，美國活動家[24]
- 亨利二十四世，格賴茨的羅伊斯親王

### 10月17日
- 哈裡·喬納森·派克，美國政治家
- 湯瑪斯·海蘭·斯米頓，澳大利亞政治家和工會會員

### 10月19日
- 比阿特麗斯·格林，威爾士勞工活動家[25]

### 10月22日
- 鮑里薩夫·斯坦科維奇，塞爾維亞現實主義作家
- 羅斯·楊斯，美國棒球運動員

### 10月27日
- 斯奎茲·泰勒，澳大利亞黑社會人物[26]

### 10月29日
- 赫爾曼·穆特修斯，德國建築師、作家和外交官

### 10月30日
- 馬克西米利安·哈登，德國編輯和記者
- 亞瑟·納什，美國商人

## 11-12月

### 11月1日
- 弗洛倫斯·米爾斯，美國歌舞表演歌手

### 11月4日
- 霍桑·格雷，美國熱氣球運動員[27]
- 瓦利·瓦利，德國出生的英國女演員

### 11月5日
- 奧古斯塔·德傑琳-克倫普克，美國出生的法國醫生

### 11月6日
- 愛德華·拉格斯，法國病理學家和組織學家

### 11月7日
- 阿爾維德·格哈德·達姆，瑞典工程師和發明家
- 奧古斯托·諾維利，義大利記者和作家

### 11月11日
- 爱丽丝·加德纳，英国历史学家
- 阿爾貝特·阿納維埃利亞，法國記者和詩人
- 威廉·约翰森，丹麥植物學家、生理學家和遺傳學家

### 11月12日
- 費利西亞諾·維艾拉，烏拉圭第22任總統

### 11月13日
- 弗裡德里希·奧斯卡·吉塞爾，德國化學家

### 11月15日
- 村上格一，日本海軍上將

### 11月18日
- 艾瑪·卡魯斯，美國歌劇女低音

### 11月20日
- 阿涅洛·德·索薩，葡萄牙羅馬天主教神父、傳教士和受人尊敬的神父

### 11月23日
- 阿爾弗雷德三世，溫迪施-格雷茨親王，奧地利前總理
- 米格爾·普羅，墨西哥耶穌會士和羅馬天主教神父，殉道者和祝福者（被處決）
- 斯坦尼斯瓦夫·普日比謝夫斯基，波蘭詩人和小說家

### 11月24日
- 揚·布勒蒂亞努，羅馬尼亞政治家，羅馬尼亞第22任總理

### 11月29日
- 恩里克·戈麥斯·卡里略，瓜地馬拉記者和作家

### 12月1日
- P.拉賈戈帕拉查里，印度行政長官

### 12月3日
- 奧林·杜布斯·布萊克利，來自賓夕法尼亞州的美國眾議院議員

### 12月4日
- 約瑟夫·阿馬薩·蒙克，美國醫生

### 12月5日
- 費奧多爾·索洛古布，蘇聯詩人和小說家

### 12月7日
- 路易士·謝霍，黎巴嫩耶穌會神父和受人尊敬的神父
- 古斯塔夫·富熱爾，法國考古學家
- 埃內斯托·諾沃亞·卡馬尼奧，厄瓜多詩人

### 12月9日
- 弗朗茨·羅爾·馮·登塔，奧匈帝國陸軍元帥

### 12月12日
- 張太雷，中國共產黨革命烈士

### 12月14日
- 艾爾莎·馮·弗雷塔格-洛林霍芬，德國藝術家和詩人[28]

### 12月17日
- 休伯特·哈裡森，美國作家、評論家和活動家
- 拉金德拉·拉希里，印度革命者，印度斯坦共和協會

### 12月18日
- 潘迪特·拉姆·普拉薩德·比斯米爾，印度革命者，印度斯坦共和協會

### 12月19日
- 阿什法庫拉·汗，印度革命者，印度斯坦共和協會[29]
- 塔庫爾·羅斯漢·辛格，印度革命者，印度斯坦共和協會

### 12月23日
- 內森·巴納特，美國商人和政治家，新澤西州派特森市市長

### 12月25日
- 特奧多拉·弗拉卡索，義大利羅馬天主教宗教人士

### 12月29日
- 哈基姆·阿傑瑪律·汗，印度醫生

### 12月30日
- 吉安·瑪麗亞·拉斯泰里尼，義大利畫家